# Scotty Hopson
Brian Scott „Scotty” Hopson (ur. 8 sierpnia 1989 w Hopkinsville) – amerykański koszykarz, występujący na pozycjach rzucającego obrońcy lub niskiego skrzydłowego, obecnie zawodnik Oklahoma City Blue.
W 2007 wystąpił w turnieju Nike Global Challenge. Rok później wystąpił w trzech meczach gwiazd amerykańskich szkół średnich – Nike Hoop Summit, Jordan Classic, McDonald’s All-American. Został też zaliczony do II składu Parade All-American i III USA Today All-USA. 
11 marca 2018 opuścił Dallas Mavericks, po 10-dniowym kontrakcie.
14 lutego 2019 podpisał 10-dniową umowę z Oklahoma City Thunder. Po jej wygaśnięciu powrócił do Oklahoma City Blue, nie rozgrywając w barwach Thunder ani jednego spotkania. 18 kwietnia 2019 został zawodnikiem izraelskiego Hapoelu Unet Holon.
31 lipca 2019 dołączył do występującego w lidze NBL – New Zealand Breakers.
27 grudnia 2021 zawarł 10-dniowy kontrakt z Oklahoma City Thunder. Po jego upłynięciu powrócił do Oklahoma City Blue.

## Osiągnięcia
Stan na 12 stycznia 2022, na podstawie, o ile nie zaznaczono inaczej.
NCAA
- Uczestnik:
  - rozgrywek Elite 8 turnieju NCAA (2010)
  - turnieju NCAA (2009–2011)
- Most Outstanding Player (MOP=MVP) turnieju NIT Season Tip-Off (2011)
- Zaliczony do:
  - I składu:
    - konferencji Southeastern (SEC – 2011)
    - najlepszych pierwszorocznych zawodników SEC (2009)

Drużynowe
- Mistrz Australii (2021)
- 4. miejsce podczas mistrzostw Grecji (2012)

Indywidualne
- Zaliczony do:
  - I składu ligi izraelskiej (2013)
  - II składu NBL (2020)
- Zawodnik miesiąca D-League (marzec 2015)
- Zwycięzca konkursu wsadów podczas meczu gwiazd ligi izraelskiej (2013)
- Lider G-League w skuteczności rzutów za 3 punkty (2020)[10]